# Eurytoma foligalla
Eurytoma foligalla är en stekelart som beskrevs av Bugbee 1969. Eurytoma foligalla ingår i släktet Eurytoma och familjen kragglanssteklar. Inga underarter finns listade i Catalogue of Life.